# Utrka na 3000 m na Olimpijskim igrama
Osvajačice olimpijskih medalja u atletskoj disciplini utrka na 3000 m, koja se u programu Olimpijskih igara našla u tri navrata,  prikazani su u donjoj tablici. 
Ta disciplina je nakon Igara u Barceloni isključena iz programa, a zamijenila ju je utrka na 5000 m.
| Olimpijske igre   | Zlato                   | Srebro                  | Bronca                |
| Los Angeles 1984. | Maricica Puica (ROM)    | Wendy Sly (GBR)         | Lynn Williams (CAN)   |
| Seul 1988.        | Tatjana Samolenko (URS) | Paula Ivan (ROM)        | Yvonne Murray (GBR)   |
| Barcelona 1992.   | Jelena Romanova (EUN)   | Tatjana Dorovskik (EUN) | Angela Chalmers (CAN) |